# Krasnoiàrskaia
Krasnoiàrskaia (en rus: Красноярская) és un poble (una stanitsa) de l'óblast de Rostov, a Rússia, segons el cens rus del 2017 tenia 5.028 habitants. Pertany al districte de Tsimliansk.